# Kamil' Mullin
Kamil' Šamilevič Mullin (in russo Камиль Шамилевич Муллин?; Mosca, 5 gennaio 1994) è un calciatore russo, attaccante dell'Ufa.

## Caratteristiche tecniche
È un centravanti.

## Carriera

### Club
Cresciuto nelle giovanili dello Lokomotiv Mosca, ha esordito il 26 settembre 2012 in un match vinto 3-0 contro il Torpedo Armavir.

### Nazionale
Ha giocato nelle nazionali giovanili russe Under-19 ed Under-21.

## Statistiche

### Presenze e reti nei club
Statistiche aggiornate al 15 marzo 2020.
| Stagione             | Squadra              | Campionato           | Campionato | Campionato | Coppe nazionali | Coppe nazionali | Coppe nazionali | Coppe continentali | Coppe continentali | Coppe continentali | Altre coppe | Altre coppe | Altre coppe | Totale | Totale | Totale |
| Stagione             | Squadra              | Comp                 | Pres       | Reti       | Comp            | Pres            | Reti            | Comp               | Pres               | Reti               | Comp        | Pres        | Reti        | Pres   | Reti   |        |
| -------------------- | -------------------- | -------------------- | ---------- | ---------- | --------------- | --------------- | --------------- | ------------------ | ------------------ | ------------------ | ----------- | ----------- | ----------- | ------ | ------ | ------ |
| 2012-2013            | Lokomotiv Mosca      | PL                   | 0          | 0          | CR              | 1               | 0               |                    | -                  | -                  |             | -           | -           | 1      | 0      |        |
| 2013-gen. 2014       | Lokomotiv Mosca      | PL                   | 0          | 0          | CR              | 0               | 0               |                    | -                  | -                  |             | -           | -           | 0      | 0      |        |
| gen.-giu. 2014       | Rubin                | PL                   | 6          | 1          | CR              | 0               | 0               | UEL                | 2                  | 0                  |             | -           | -           | 8      | 1      |        |
| 2014-gen. 2015       | Rubin                | PL                   | 0          | 0          | CR              | 0               | 0               |                    | -                  | -                  |             | -           | -           | 0      | 0      |        |
| gen.-giu. 2015       | Sokol Saratov        | 1D                   | 13         | 4          | CR              | 0               | 0               |                    | -                  | -                  |             | -           | -           | 13     | 4      |        |
| 2015-2016            | Sokol Saratov        | 1D                   | 18         | 1          | CR              | 2               | 0               |                    | -                  | -                  |             | -           | -           | 20     | 1      |        |
| Totale Sokol Saratov | Totale Sokol Saratov | Totale Sokol Saratov | 31         | 5          |                 | 2               | 0               |                    | -                  | -                  |             | -           | -           | 33     | 5      |        |
| 2016-2017            | Neftechimik          | 1D                   | 21         | 2          | CR              | 0               | 0               |                    | -                  | -                  |             | -           | -           | 12     | 2      |        |
| 2017-2018            | Rubin                | PL                   | 0          | 0          | CR              | 0               | 0               |                    | -                  | -                  |             | -           | -           | 0      | 0      |        |
| 2018-2019            | Rotor                | 1D                   | 33         | 7          | CR              | 0               | 0               |                    | -                  | -                  |             | -           | -           | 33     | 7      |        |
| 2019-2020            | Rotor                | 1D                   | 27         | 7          | CR              | 0               | 0               |                    | -                  | -                  |             | -           | -           | 27     | 7      |        |
| Totale Rotor         | Totale Rotor         | Totale Rotor         | 60         | 14         |                 | 0               | 0               |                    | 0                  | 0                  |             | -           | -           | 60     | 14     |        |
| Totale carriera      | Totale carriera      | Totale carriera      | 118        | 22         |                 | 3               | 0               |                    | 2                  | 0                  |             | -           | -           | 123    | 22     |        |

## Palmarès

### Club

#### Competizioni nazionali
- Pervenstvo Futbol'noj Nacional'noj Ligi: 1

Rotor: 2019-2020